# Desa Purwoharjo (administrativ by i Indonesien, Jawa Timur, lat -8,26, long 112,90)
Desa Purwoharjo är en administrativ by i Indonesien.   Den ligger i provinsen Jawa Timur, i den västra delen av landet, 700 km öster om huvudstaden Jakarta.